# EGX 30
Le EGX 30 est un indice boursier de la Bourse d'Égypte, composé de 30 des principales capitalisations boursières du pays.

## Corrélation avec les autres marchés
Les performances annuelles de l'indice EGX se sont rapprochées de celles du Dow Jones, du DAX, du CAC 40 et du Footsie, les grands marchés boursiers étant de plus en plus dépendants les uns des autres depuis une quinzaine d'années.

## Composants de l'indice
Les entreprises suivantes composent l'indice pour 2025.
| N° | Entreprise                    | Code     | Industrie                   | Capitalisation (en Dolars américains) |
| -- | ----------------------------- | -------- | --------------------------- | ------------------------------------- |
| 1  | Commercial International Bank | EGX:COMI | Banque                      | 4 790 000 000                         |
| 2  | TMG Holding                   | EGX:TMGH | Immobilier                  | 2 070 000 000                         |
| 3  | Eastern Company               | EGX:EAST | Tabac                       | 1 920 000 000                         |
| 4  | MIRS Fertilizers              | EGX:MFPC | Engrais                     | 1 560 000 000                         |
| 5  | Alexandria Containers         | EGX:ALCN | Conteneurs                  | 1 310 000 000                         |
| 6  | Telecom Egypt                 | EGX:ETEL | Télécommunications          | 1 240 000 000                         |
| 7  | Abu Qir Fertilizers (en)      | EGX:ABUK | Engrais                     | 1 230 000 000                         |
| 8  | Egypt Aluminium               | EGX:EGAL | Fonderie d'aluminium        | 1 200 000 000                         |
| 9  | OCI NV                        | EGX:ORAS | Immobilier                  | 1 180 000 000                         |
| 10 | Emaar MIRS                    | EGX:EMFD | Immobilier                  | 1 010 000 000                         |
| 11 | EFG Holding (en)              | EGX:HRHO | Secteur financier           | 882 770 000                           |
| 12 | E-Finanaces                   | EGX:EFIH | Secteur financier           | 861 980 000                           |
| 13 | Fawry Technology              | EGX:FWRY | Technologie                 | 727 130 000                           |
| 14 | Beltone                       | EGX:BTFH | Secteur financier           | 559 650 000                           |
| 15 | Egytian Kuwaiti Holding       | EGX:EKHO | Secteur financier           | 547 670 000                           |
| 16 | Orascom                       | EGX:ORHD | Immobilier                  | 505 960 000                           |
| 17 | Juhayna Food Industries (en)  | EGX:JUFO | Transformation des aliments | 500 990 000                           |
| 18 | Abu Dhabi Islamic Bank (en)   | EGX:ADIB | Banque                      | 485 840 000                           |
| 19 | GB Corp (en)                  | EGX:GBCO | Construction automobile     | 465 590 000                           |
| 20 | Crédit agricole               | EGX:CIEB | Banque                      | 435 540 000                           |
| 21 | Palm Hills Developments       | EGX:PHDC | Immobilier                  | 393 810 000                           |
| 22 | Sidi Kerir                    | EGX:SKPC | Pétrochimie                 | 370 590 000                           |
| 23 | Edita Food                    | EGX:EFID | Transformation des aliments | 366 200 000                           |
| 24 | Oriental Weavers              | EGX:ORWE | Meubles                     | 278 750 000                           |
| 25 | Ibnsina Pharma                | EGX:ISPH | Pharmacie                   | 217 660 000                           |
| 26 | Madinet MASR                  | EGX:MASR | Immobilier                  | 189 010 000                           |
| 27 | Alexandria minerals & oil     | EGX:AMOC | Raffinage du pétrole        | 188 110 000                           |
| 28 | Egyptian Pharma               | EGX:PHAR | Pharmacie                   | 142 650 000                           |
| 29 | Tenth of Ramadam              | EGX:RDMA | Pharmacie                   | 133 940 000                           |
| 30 | Qala                          | EGX:CCAP | Secteur financier           | 78 790 000                            |